# Fevzi Çakmak

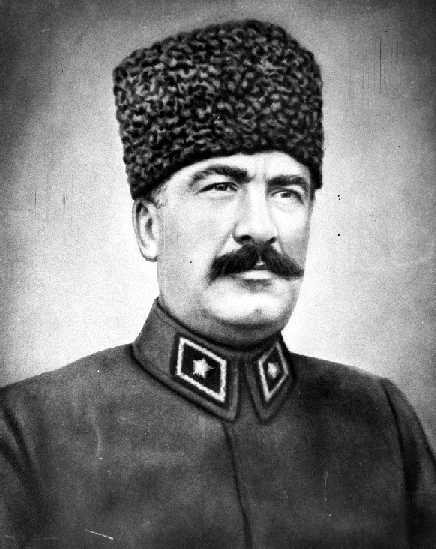
Fevzi Çakmak

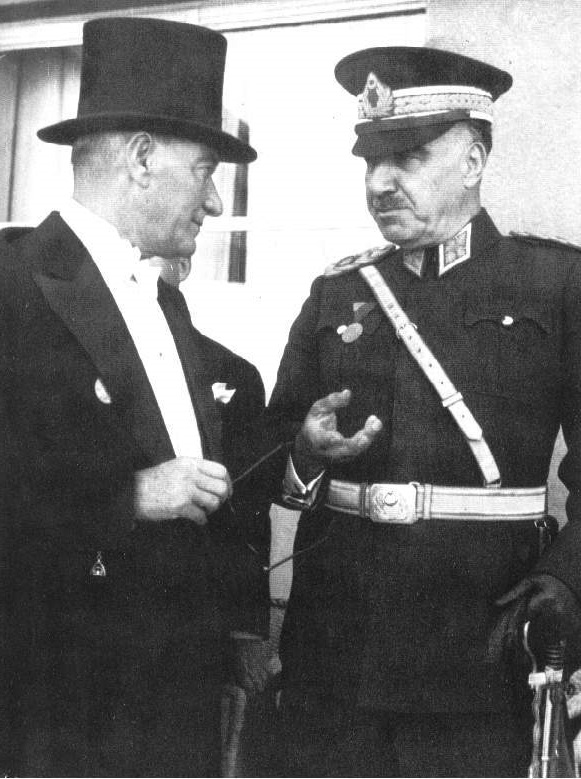
Çakmak an der Seite Atatürks

Mustafa Fevzi Pascha (seit dem Familiennamensgesetz von 1934: Çakmak; * 1876 in Istanbul; † 10. April 1950 ebenda) war ein türkischer Feldmarschall, der von 
5. August 1921 bis 12. Januar 1944 als Generalstabschef der türkischen Armee fungierte.

## Leben

### Militärkarriere
Fevzi Çakmak verließ die Kriegsakademie 1895 als Leutnant. Er kämpfte 1912/13 im Balkankrieg gegen die Serben und Albaner. Im Ersten Weltkrieg hatte er als General in verschiedenen Positionen gedient: 1915 in der Schlacht von Gallipoli, 1916 in Syrien und 1917 in Palästina gegen die Alliierten. Im Griechisch-Türkischen Krieg verteidigte er mit Mustafa Kemal Atatürk Anatolien gegen die griechischen Truppen.
Ende Dezember 1913 wurde er zum Kommandeur des V. Korps (13. und 14. Division) ernannt, das er als Fevzi Bey bei den Kämpfen der Dardanellenoperation führte. Seine Divisionen kamen erst ab dem 21. Juli 1915 bei der Saros-Gruppe an die Front. Als Mustafa Kemal Bey (der spätere Atatürk) die Dardanellen-Front im Dezember 1915 verließ, übernahm er dessen Abschnitt. Im April 1916 wurde er zum Kommandeur des 3. Militärbezirks an der Ostfront und im September desselben Jahres wurde er Kommandeur des 2. Korps, das im Kaukasus gegen die kaiserlich-russische Armee eingesetzt war. Im Juli 1917 wurde er zum Kommandeur der 2. Armee in Diyarbakır ernannt. Ab Oktober 1917 befehligte er die osmanische 7. Armee an der Palästinafront, insbesondere während der Dritten Schlacht um Gaza. Als 1918 der Waffenstillstand von Moudros unterzeichnet wurde, verweilte er aus gesundheitlichen Gründen in Istanbul. 
1920 folgte er Kemal Pascha nach Samsun und unterstützte ihn während des Befreiungskrieges. Seine schnellen Beförderungen unter der Ägide von Mustafa Kemal waren aufgrund seiner militärischen Leistungen und nicht aus politischen Gründen erfolgt. Sein Übertritt auf dessen Seite brachte ihm aber zeitweilig eine Verurteilung zum Tode seitens der osmanischen Regierung ein. 
Wegen seiner Verdienste in der entscheidenden Schlacht von Dumlupınar (31. August 1922) wurde er zum Feldmarschall ernannt. Für zwanzig Jahre hat er als Generalstabschef des neuen türkischen Staats gedient und diesen Posten bis fast zum Ende des Zweiten Weltkriegs 1944 innegehabt.

### Politik

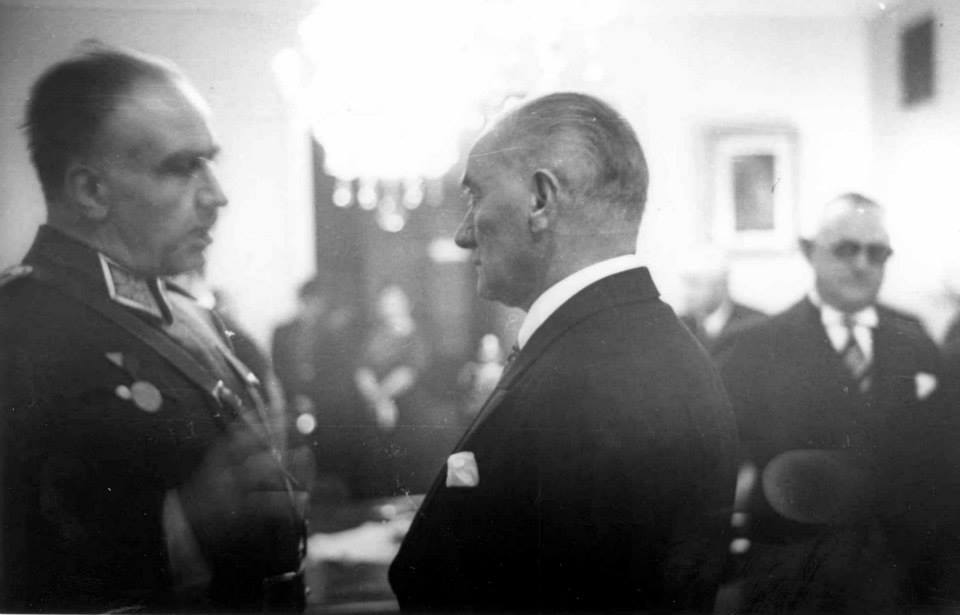
Fevzi Çakmak und Kemal Atatürk (3. Oktober 1934)

Anders als Kemal Atatürk, der sofort nach Ende des Krieges von seinen militärischen Ämtern und Posten zurücktrat und zum Politiker wurde, blieb Çakmak selbst 1924 nach seiner Wahl als Abgeordneter von Istanbul ins türkische Parlament ein Soldat. 
Nach seiner Pensionierung am 12. Januar 1944 und dem Übergang zum Mehrparteiensystem hat Çakmak zusammen mit mehreren anderen 1948 die Millet Partisi gegründet. Vorher war er Mitglied der Demokrat Parti. 
Er starb 1950 und wurde auf dem Friedhof der Eyüp-Sultan-Moschee in Istanbul begraben. Auf dem Türkischen Staatsfriedhof in Ankara ist er mit einem symbolischen Grab geehrt.

## Orden und Ehrenzeichen
- Mecidiye-Orden V. Klasse am 22. August 1900
- Eiserner Halbmond am 2. Oktober 1915
- Eisernes Kreuz II. Klasse am 26. Dezember 1915
- Liakat-Medaille in Gold am 17. Januar 1916
- İmtiyaz Nişanı in Gold am 11. November 1916
- Österreichisches Militärverdienstkreuz II. Klasse am 3. April 1917
- Osmanje-Orden I. Klasse mit Säbeln am 7. Januar 1918
- Orden der Württembergischen Krone am 19. Juni 1918
- İstiklâl Madalyası am rot-grünen Band am 21. November 1923